# Mohammed Rashid Qabbani
Mohammed Rashid Qabbani (arabiska: محمد رشيد قباني) född 15 september 1942 i Beirut, är en libanesisk sunnimuslimsk klerk och stormufti av Libanon och som sådan landets mest inflytelserika sunnimuslimska företrädare. Qabbani efterträdde stormuftin Hassan Khaled på posten.

## Biografi
Mohammed Rashid Qabbani slutförde sina sekundärstudier vid Azahar Libanon 1962. Han tog sin licence (motsvarighet till kandidatexamen) i sharia och juridik 1966 vid College of Sharia and Law i Kairo, Egypten. Därefter tog han Master i komparativ fiqh 1968 och doktorerade sedan i samma ämne vid samma lärosäte 1976.

## Yrkesliv
Mohammed Rashid Qabbani har bland annat innehaft följande poster:
Han efterträdde Hassan Khaled som stormufti 1989 efter dennes död, och valdes senare formellt till stormufti av Libanon 28 december 1996.

## Kritik och uttalanden
I en intervju i Al-Manar TV i september 2012, menade Qabbani (i översättning av MEMRI) att judar "fortfarande förnekar religionen islam - även i den moderna eran" och menade att "judarna ligger bakom sekulariseringen av Europa". Han menade vidare att attackerna i New York City 11 september 2001 var "orkestrerade" av judar för att "rättfärdiggöra förföljelse av muslimer runtom i världen".
Qabbani är emot civilt äktenskap i Libanon. 28 januari 2013 utfärdade Qabbani en fatwa, en bannlysning, av de muslimska politiker som godkänner civil äktenskapslagstiftning, utdömandes dessa som avfällingar.